# Germignaga
Germignaga est une commune italienne de la province de Varèse dans la région Lombardie en Italie.

## Toponyme
Provient du nom latin Germanus avec le suffixe génitif -acus.

## Administration
| Période                                  | Période  | Identité     | Étiquette | Qualité    |
| ---------------------------------------- | -------- | ------------ | --------- | ---------- |
| 8/6/2009                                 | En cours | Enrico Prato |           | commerçant |
| Les données manquantes sont à compléter. |          |              |           |            |

### Hameaux
Ronchetto, Ronchi, Fornace, Casa Moro, Mirandola Nuova